# Campoctonus australis
Campoctonus australis är en stekelart som beskrevs av Walley 1977. Campoctonus australis ingår i släktet Campoctonus och familjen brokparasitsteklar. Inga underarter finns listade.